# Alta via del tabacco
L'alta via del tabacco (AVT) è un percorso situato sulle Prealpi Vicentine, sul versante destro orografico del Canale di Brenta e percorre alcune antiche vie di comunicazione tra i terrazzamenti, ove dal 1630 al 1960 circa si coltivava il tabacco. Oggi viene valorizzato e mantenuto dall'Associazione Alta Via del Tabacco. L'associazione è disponibile per accompagnare gruppi nel territorio e poter più facilmente leggere i segni lasciati dalla storia nel territorio stesso.

## Descrizione
Il sentiero è stato ideato dalla Comunità montana del Brenta come itinerario d'interesse storico-culturale e paesaggistico, affiancato dal Museo del tabacco di Carpanè di Valbrenta, e poi ampliato, modificato e curato dall'Associazione Alta Via del tabacco. È inserito nel Sistema Museale Canale di Brenta come Museo "Diffuso Alta Via del Tabacco". Trattandosi di un Museo Diffuso, lungo il percorso o nelle immediate vicinanze è possibile riscoprire i segni dell'uomo nel suo continuo lavoro per guadagnare terreni coltivabili, strappandoli alla montagna. Particolarmente interessanti sono le "masiere" a secco, alte fino a 8 metri, i terrazzamenti, le opere di captazione e utilizzo dell'acqua piovana, le mulattiere (vere vie di comunicazione per la mezzacosta e per il fondovalle).

### Il percorso
L'Alta via del tabacco ha una lunghezza complessiva di circa 32 km, con un dislivello complessivo di 2400 metri, di sola salita. La quota massima che si raggiunge è in località Col dei Sassi, con 650 m s.l.m.
L'itinerario ha inizio dal Ponte Vecchio di Bassano. Si muove lungo la riva destra del fiume Brenta fino alla località Sarson, dove svolta a ovest imboccando un sentiero che risale le pendici del monte Costa, transitando accanto all'eremo di San Bovo. Raggiunta Caluga di Valrovina (388 m), il percorso piega verso nord e prosegue lungo il versante occidentale del canale del Brenta, mantenendosi sempre a mezzacosta e con saliscendi non molto marcanti.  Termina più a nord a Costa.
L'alta via interseca altri sentieri di interesse (come la Calà del Sasso) e numerosi itinerari tematici ad anello che da valle risalgono verso il monte.